# Gdy mówią mi
Gdy mówią mi - maxisingel promocyjny, który zapowiadał płytę Anny Marii Jopek pod tytułem Niebo. Oprócz tytułowej piosenki na singlu znajdują się cztery duety z Grzegorzem Turnauem.

## Lista utworów
1. Gdy Mówią Mi (wersja radiowa) 4:39
2. W kawiarence Sułtan 3:38
3. Grzegorz opowiada 0:43
4. Byłem w Nowym Jorku 4:22
5. Grzegorz raz jeszcze 0:26
6. Anna Maria 2:55
7. Zmierzch 3:25